# レールパワーRP20BH形ハイブリッド機関車
レールパワーRP20BHは、レールパワー・テクノロジーズ製のハイブリッド機関車である。車軸配置はB-B、車体形状はロード・スイッチャータイプ。

## 解説
RP20BDに搭載されている3組の発電セットを2組とし、空いたスペース(ロングフードの運転室寄り)に制御弁式バッテリーを配置している。バッテリーの放電容量は600アンペア時。バッテリーの電流だけでも走行することが可能である。
搭載するディーゼルエンジンは、環境負荷を減らしたドイツAG(en)製の小型エンジン(TCG2015型)で、1基あたりの出力は667馬力(500kW)。この2基のエンジンで発電した電流は、そのまま駆動に使用できるだけでなく、前述のバッテリーへの充電に振り向けることもできる。より大きな出力が必要なときや、バッテリーに充電する必要がある時に始動し、そうでない時には停止するシステムとなっている。レイルパワーはこれをエンジン・ドミナント・ハイブリッド方式としている。これらのバッテリーとエンジンを調合した合計出力は2,000馬力(1500kW)となる。
レールパワー社によれば、このシステムにより燃費を35%改善、窒素酸化物と粒子状物質(PM)を80-90%低減、EPA規制パート92に適合し、厳しい基準で知られるカリフォルニア州大気資源局が定める「機関車の超低公害排出ガス基準」に適合するほか、粘着牽引力の増大、メンテナンスの省力化も図れるとしている。また、GP38を種車とした場合、その75％を再利用するとしている。
Tier2対応の新型スイッチャーの価格が130万ドルほどであるのに対して、本形式は、種車を5万ドルとした場合、96万ドルである。

## 車体
完全なる新製ではなく、老朽車両のリビルドで製造する。種車から流用するのは、台枠、台車、駆動用モーター、連結器、砂撒器など、いわゆる下回りであり、フードなどは新製する。運転室は、流用することも、新製することも可能である。
種車はEMDのGP38またはGEのB23-7以上長さのプラットフォームを持つ機関車である。